# Mihályi
Mihályi község Győr-Moson-Sopron vármegyében, a Kapuvári járásban található.

## Fekvése
Magyarország északnyugati részén, a Kisalföldön, a Rábaközben a Kis-Rába két oldalán fekszik. Soprontól keletre 50 kilométerre, Kapuvártól délre 10 kilométer távolságra.
A szomszédos települések: észak felől Kisfalud, északkelet felől Bogyoszló, kelet felől Magyarkeresztúr, délkelet felől Vadosfa, dél felől Beled, nyugat felől pedig Gyóró és Himod.

### Megközelítése
Közigazgatási területén áthalad, észak-déli irányban a Kapuvár és Celldömölk térsége közt húzódó 8611-es út, azon érhető el mindkét végponti város felől. Központján azonban csak a kelet-nyugati irányú 8603-as és az abból északnak kiágazó 8608-as út halad át, előbbi Bogyoszlóval és Gyóróval, utóbbi Kisfaludon át Himoddal köti össze.
Lakott területének keleti szélét érinti még a 8605-ös és a 8607-es út is, előbbi Magyarkeresztúrral, utóbbi Vadosfával és azon keresztül Pálival kínál összeköttetést a község számára. A fentieken túlmenően a keleti határszéle mentén elhalad még a Bogyoszló-Beled közt húzódó 8606-os út is.
Vasútvonal nem érinti, a legközelebbi vasúti csatlakozási lehetőségeket a Hegyeshalom–Porpác-vasútvonal Páli-Vadosfa megállóhelye vagy a Győr–Sopron-vasútvonal Kapuvár vasútállomása kínálják.

## Története és mai élete
* 1198-tól a Csák nemzetség birtokolja.
A falu Árpád-kori település. Kezdetben királyi várbirtok, amely fontos szerepet játszott a nyugati határvédelemben, a Rábaközi gyepű Kapuvárhoz tartozó megerősített helyeként. Első okleveles említése 1198-ból származik. Ekkor Imre király Csák Ugrin győri püspöknek adományozza a felségsértés bűnébe esett Pál soproni várjobbágy Mihályi nevű birtokát. Ugrin – aki élete végén már esztergomi érsek – Mihályit, a szomszédos Kisfaluddal együtt, Miklós nevű öccsére hagyja. Az ő leszármazottainak a két település névadó birtokuk lesz és a két falu évszázadokon keresztül a Mihályiak és a Kisfaludyak birtoka. A 14. században a Mihályi család is több ágra bomlik, de a kivált családok a
Linkóháziak, Ugrinok, Csákiak továbbra is közösen birtokolják a falut.

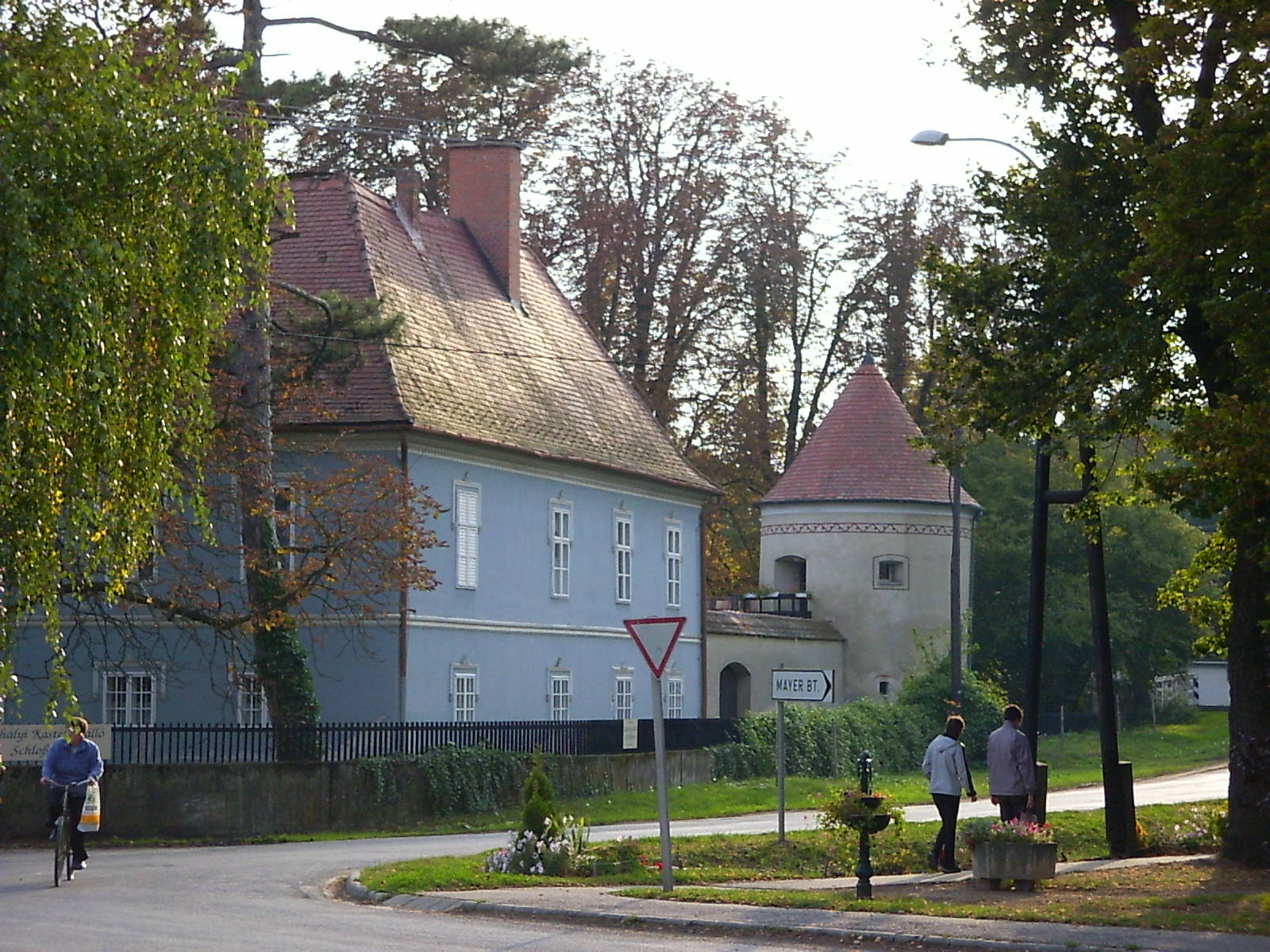
A Döry kastély

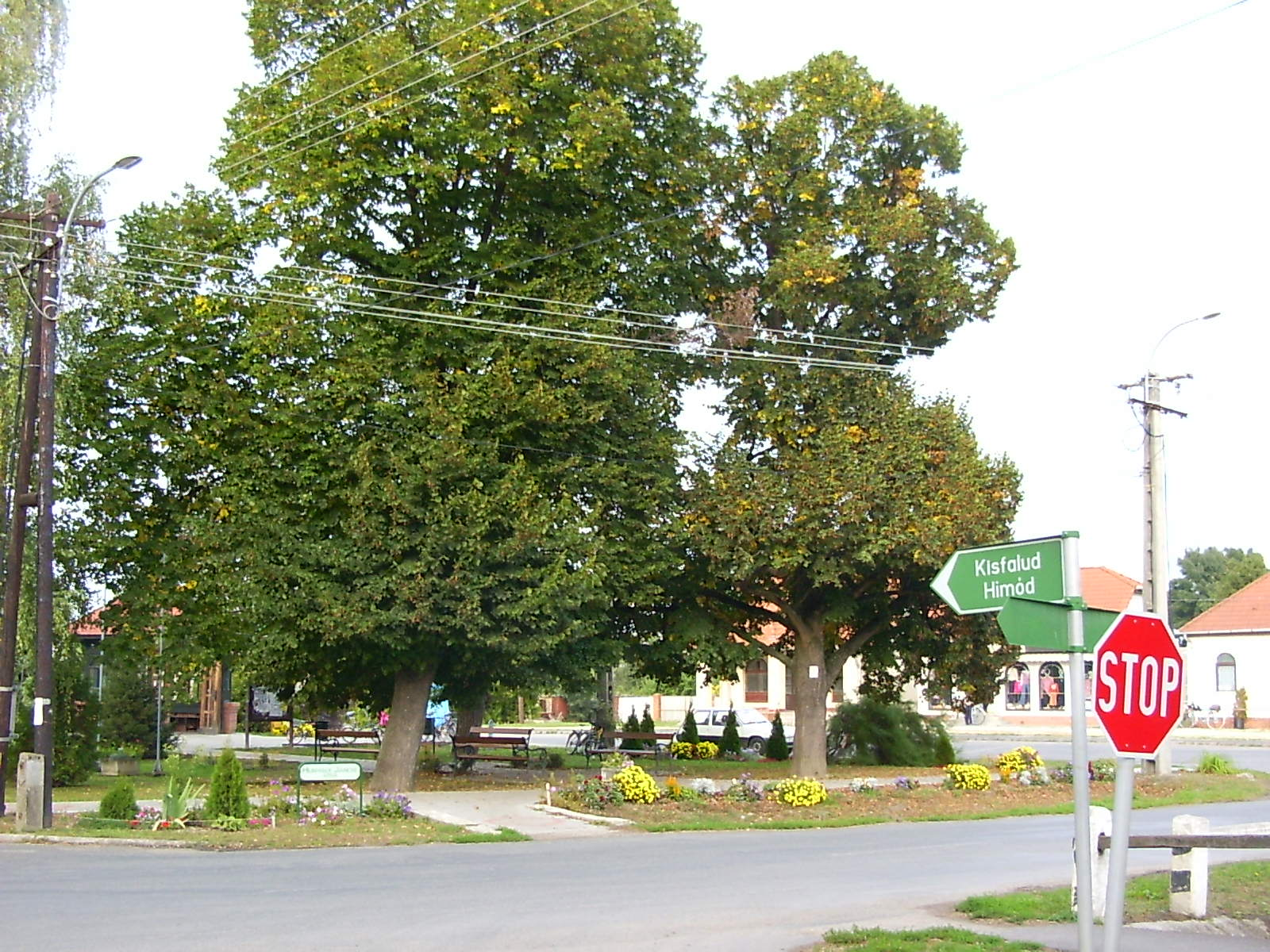
A község fő tere

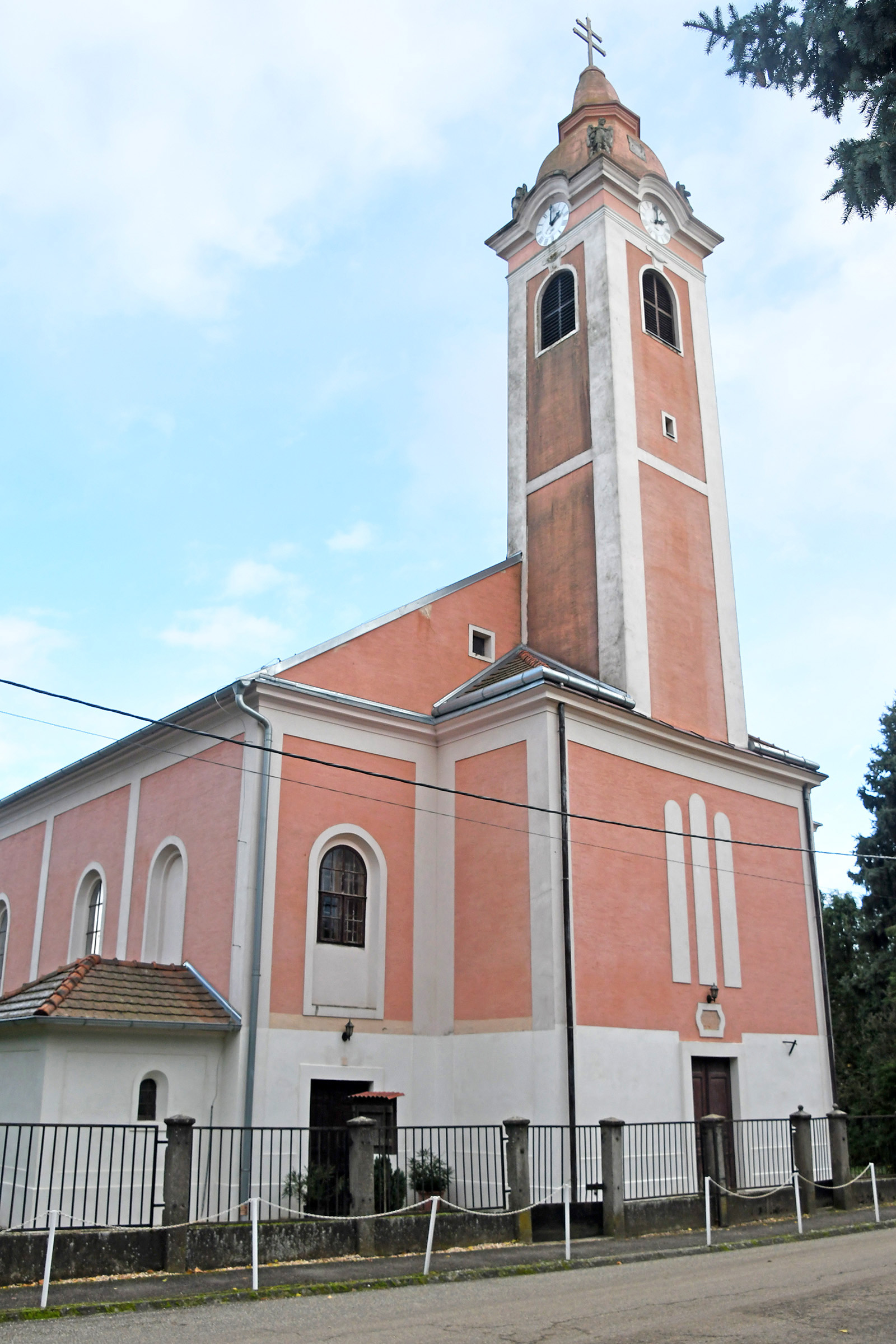
A felújított templom

* 1440 nyarán itt talált menedéket Erzsébet királyné és a Visegrádról ellopott korona.
A 15. és a 16. század nagy részében a Ládonyiak birtokolták, akikből Ládonyi István feleségül vette mihályi Ugrin Jánosnak az egyik lányát, Zsófiát. Az egyik fiuk mihályi Ládonyi Miklós (fl. 1499–1545), Galgóc várnagya 1524-ben, Visegrád várnagya 1526-ban, Sopron vármegye alispánja, földbirtokos. A Ládonyi család után a Káldyak, 1729-től a Nickyek, majd a Fiathok és a Barthodeiszkyek bírják. Végül 1860-tól a Dőry család válik a legjelentősebb birtokossá a faluban.
A 13. században a praediumnon földművelés és jelentős állattartás folyt. 1223-ban Ugrin Miklós királyi engedélyt szerzett, hogy Mihályi népét német hospesekkel gyarapíthassa. Ugyancsak II. Andrástól szerzett engedélyt 1231-ben, hogy a falu határában, a Rába folyón 4 malmot emelhessen. A vitatott hagyomány szerint 1440-ben Erzsébet királyné Ulászló elől menekülve Mihályiban szállt meg és az elrabolt koronát egy odvas fűzfába rejtette el. A 16. század a falu számára nagy megpróbáltatásokat hozott.
* 1567-ben castellumként, azaz erődített udvarházként említik.
 Ládonyi Miklósnak a feleségétől terösdi Kónya Potenciana (fl. 1524) asszonytól származó fia Ládonyi Demeter a helyi kastélyt építette. Ládonyi Demeter a korábbi Ugrin kúria helyén építette meg a négy saroktornyos reneszánsz várkastélyát. "Castellum Mihályi" első említése 1567-ből származik. Az építőmester bizonyos "Antaly mester" volt, aki 1574-ben pecséttel igazolta Ládonyi özvegyének, hogy a munkáját kifizették. A négy saroktornyos várkastétyt a körítőfalon kívül földdel töltött fapalánk vette körbe, amelyet kívülről a Kis-Rába vizével elárasztott, széles árok védett. 1570-ben és 71-ben a Rába áradása pusztítja, 1594-ben pedig a török csapatok rabolják ki a falut. Még 1604-ben is csak egy porta lakott. Az elszegényedést mutatja, hogy 1665-ben 30 család csak a zsellérek adóját képes megfizetni. 1704-ben és 1709-ben a császári csapatok kétszer is felégetik. A jobbágytelepülés a 17. és 18. században indul fejlődésnek. Ebben az időszakban fogják művelés alá a falu határban az irtásföldeket és indul meg a gyümölcs- és dohánytermesztés. Legfontosabb terményei közé a búza, rozs, árpa, kukorica, zab, valamint a hüvelyesek tartoztak. Nagyarányú állattartás is folyt. A juh és szarvasmarha mellett híresek voltak a mihályiak a lovaikról is. Legfontosabb felvevőpiacuk Kapuvár, Sopron és Bécs volt, de termékeik eljutottak Szombathelyre, Győrbe, Csornára és Pápára is. 1666-ban országos vásár tartására kapott a falu privilégiumot. 1777-ben a Mihályi középbirtokosság birtokrendezést hajtott végre. Ennek során szabályozta azt is, hogy egy jobbágytelek után mekkora lehet az állattartás. Ez a korlátozás visszavetette az állattenyésztést, amíg a 18. században még 700 darabból álló nyájat tartottak a parasztok, addig a 19. század első felében már csak 200-at. A mezővárossá fejlődött településen számos iparos is megtelepedett. A céhbe szerveződött takácsok 1807-ben, a szabók, szűcsök, kovácsok és kosárfonó iparosok 1827-ben nyertek királyi kiváltságlevelet. A faluban 1883-ban 32, 1929-ben 24, 1930-ban pedig 30 iparos működött. Híresek voltak a pipakészítő és vályogvető cigányok. A trianoni béke után a gazdasági fejlődés megakadt, mivel megszakadtak a Rábaköz hagyományos gazdasági kapcsolatai a Bécsi medencével.
* 19. században a Dőry család birtokába kerül.
A 18. században Mihályi lakossága folyamatosan növekedett. 1785-ben már 1163-an lakják. A 19. század közepéig tart a népesség növekedése, 1850-ben 1730 lakóinak száma. Ezután a népesség csökkent, 1910-ben éri el a mélypontot 1310 lakossal. Az első világháború után újra a lélekszám növekedése figyelhető meg, 1930-ban 1452-en, 1949-ben 1564 a lakosok száma. A népesség növekedése 1960-ban éri el a tetőpontot 1599 fővel. Ettől kezdve a folyamatos csökkenés regisztrálható, ami jelenleg is tart. 1970-ben 1425-en, míg napjainkban 1234-en élnek a faluban.
Mihályiban a 17. század óta a lakosság vallási megoszlásának megfelelően, 2 felekezeti, katolikus és evangélikus iskola működött. 1950-ben ezeket felszámolták és egy állami iskolát hoztak létre. Jelenleg a 10 tantermes iskolában 127 tanulóval 10 pedagógus foglalkozik. A kisebbeket egy 60 férőhelyes napközi otthonos óvoda várja. Az egészségügyi ellátást egy orvosi rendelő, a művelődést, kikapcsolódást a 6000 kötetes könyvtár, művelődési ház és sportpálya biztosítja.
- A falu villamosítása 1921-ben fejeződött be. 1972-ben kiépült a vezetékes ivóvízhálózat. 1991-ben befejeződött a gázprogram. A vezetékes gázhálózatra a háztartások 2/3 része kapcsolódott rá. A települést bekapcsolták a crossbar rendszerbe is. Jelenleg a lakások 65%-ában van  telefon. A folyékony kommunális hulladék elszállítása jelenleg tartálykocsival történik, de folyamatban van a csatornahálózat kiépítése. Megoldott a szilárd kommunális hulladék összegyűjtése és elszállítása. A lakosok számára munkalehetőséget az ipar területén hosszú időn keresztül a szénsavgyár kínált. 1935-ben kőolaj és földgáz után kutatva próbafúrásokat végeztek. Ennek során 1600 m mélyről 75 bar nyomású természetes szén-dioxid tört felszínre. Erre alapozva a Magyar-Amerikai Olajipari Rt 1938-ban kísérleti jellegű üzemet hozott létre, amit 1946-ban tovább korszerűsített. Az államosítás után egy ideig bővítették, majd 1982-ben Mihályiban megszüntették a szén-dioxid kitermelését.

1973-ban hozzácsatolták a szomszédos Kisfaludot, de Kisfalud 1990-ben újra önálló lett.
A gyár telephelyén a Győri Keksz- és Ostyagyár hozott létre cukorka üzemet a termelőszövetkezet dolgozói számára. Az 1990-es évek elején a hagyományos édesipari termékek piacának beszűkülése miatt a gyárat felszámolták. A mezőgazdaság területén megőrizte fontos szerepét a termelőszövetkezet. A Táncsics Mezőgazdasági Termelőszövetkezet 1948-ban alakult meg.
- 1976-ban beolvasztották Gyóró, Himod, Kisfalud és Vadosfa szövetkezetét. Az 1990-es évek elején újabb átalakuláson esett keresztül. Az utóbbi években megnőtt az egyéni gazdálkodók száma is. A lakosok nagy részének jövedelmét a mezőgazdasági tevékenység egészíti ki.

Fejlődik a kereskedelem és a szolgáltatóipar is. Mezőgazdasági szakbolt, autósbolt, gumiszerviz, illatszer- és divatáru, ajándék- és virágüzlet van a faluban.

## Közélete

### Polgármesterei
- 1990–1994: Pap Lajosné (független)[3]
- 1994–1998: Dr. Győrváry György (független)[4]
- 1998–2002: Pap Lajosné (független)[5]
- 2002–2006: Pap Lajosné (független)[6]
- 2006–2010: Pap Lajosné (független)[7]
- 2010–2014: Csitei Gábor (Fidesz–KDNP)[8]
- 2014–2019: Csitei Gábor (Fidesz–KDNP)[9]
- 2019–2024: Csitei Gábor (független)[10]
- 2024– : Csitei Gábor (Fidesz-KDNP)[1]

## Népesség
A település népességének változása:
| Lakosok száma | 1063 | 1034 | 1020 | 1016 | 1067 | 1042 | 1043 |
|               | 2013 | 2014 | 2015 | 2021 | 2022 | 2023 | 2024 |

A 2011-es népszámlálás során a lakosok 89,9%-a magyarnak, 1% németnek mondta magát (9,8% nem nyilatkozott; a kettős identitások miatt a végösszeg nagyobb lehet 100%-nál). A vallási megoszlás a következő volt: római katolikus 63,9%, református 0,6%, evangélikus 21,4%, felekezeten kívüli 1,4% (12,3% nem nyilatkozott).
2022-ben a lakosság 94%-a vallotta magát magyarnak, 1,5% németnek, 0,3% cigánynak, 0,3% románnak, 0,1-0,1% lengyelnek, ukránnak és szlováknak, 1,5% egyéb, nem hazai nemzetiségűnek (5,3% nem nyilatkozott; a kettős identitások miatt a végösszeg nagyobb lehet 100%-nál). Vallásuk szerint 52,2% volt római katolikus, 18,7% evangélikus, 0,9% református, 0,5% görög katolikus, 0,6% egyéb keresztény, 2,3% egyéb katolikus, 3,3% felekezeten kívüli (21,4% nem válaszolt).

## Látnivalók
- Dőry-kastély

A falu látnivalói közül kiemelkedik a Dőry kastély. Valószínűleg az 1560-as évek elején Ládonyi Demeter építette a korábbi udvarház helyére. A 18. század elején tűzvész pusztította, utána tulajdonosai részenként állították helyre. A század második felében
alakítják ki a kastélyt övező parkot. Az 1860-as években Dőry Miklós neogót stílusban alakíttatta át az épületet. Az egyemeletes, két saroktornyos kastélyt 1969 és 1974 között állították helyre. Szálloda és oktatási központ működött az épületben. 2006-tól a Kulturális Örökségvédelmi Hivatal tulajdonában van, műemléki felújítás alatt áll. Jelenleg művészettörténeti és régészeti kiállításoknak ad otthont. A helyreállítást követően a KÖH vendégháza és oktatóközpontja lesz. Pihenésre, kikapcsolódásra nyújt lehetőséget a Kis-Rába által kettészelt 2 hektáros védett park.
- Római katolikus templom

Műemlék jellegű a háromhajós, egytornyos római katolikus templom, amit 1712-ben építettek. 1854-ben bővítették ki a mellékhajókkal. A fő- és mellékoltárok az 1750-es, 60-as években készültek. 1764-ben készült a húsvéti gyertyatartó, amelynek domborművén Krisztus feltámadása látható. Érdekesek a falu út menti szobrai, a templomkertben a barokk Mária Immaculata szobor (1780), a Kis-Rába hídján Nepomuki Szent János szobor (1738), valamint a Szentháromság oszlop 3 domborművel (1691).

## Híres szülöttei
- Mihályi szülötte Zsirai Miklós Kossuth-díjas akadémikus, nyelvtudós, szülőháza helyét a Hunyadi utcában, emléktábla jelöli.
- Ugyancsak Mihályiban született Kiss Jenő Széchenyi-díjas akadémikus, nyelvészprofesszor, 2006-tól Mihályi díszpolgára.